# Перегони

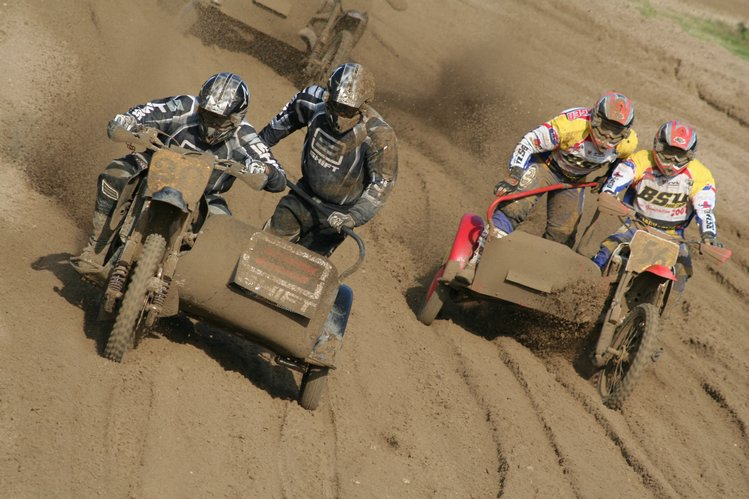
Перегони з мотокросу

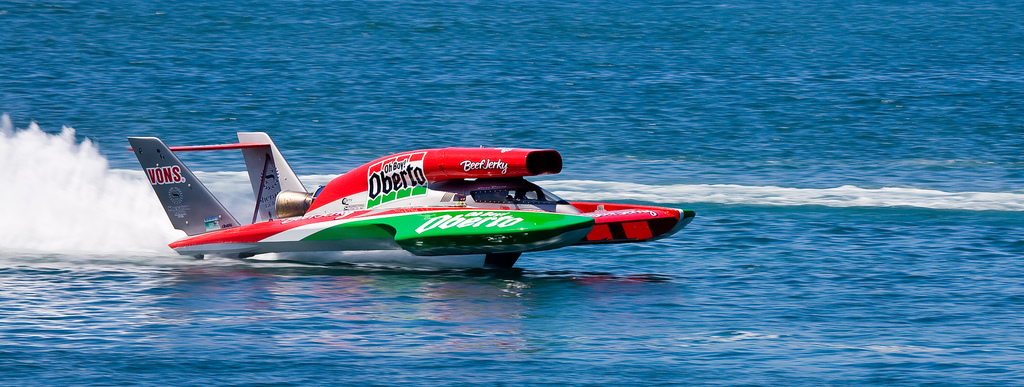
Перегони на гідропланах

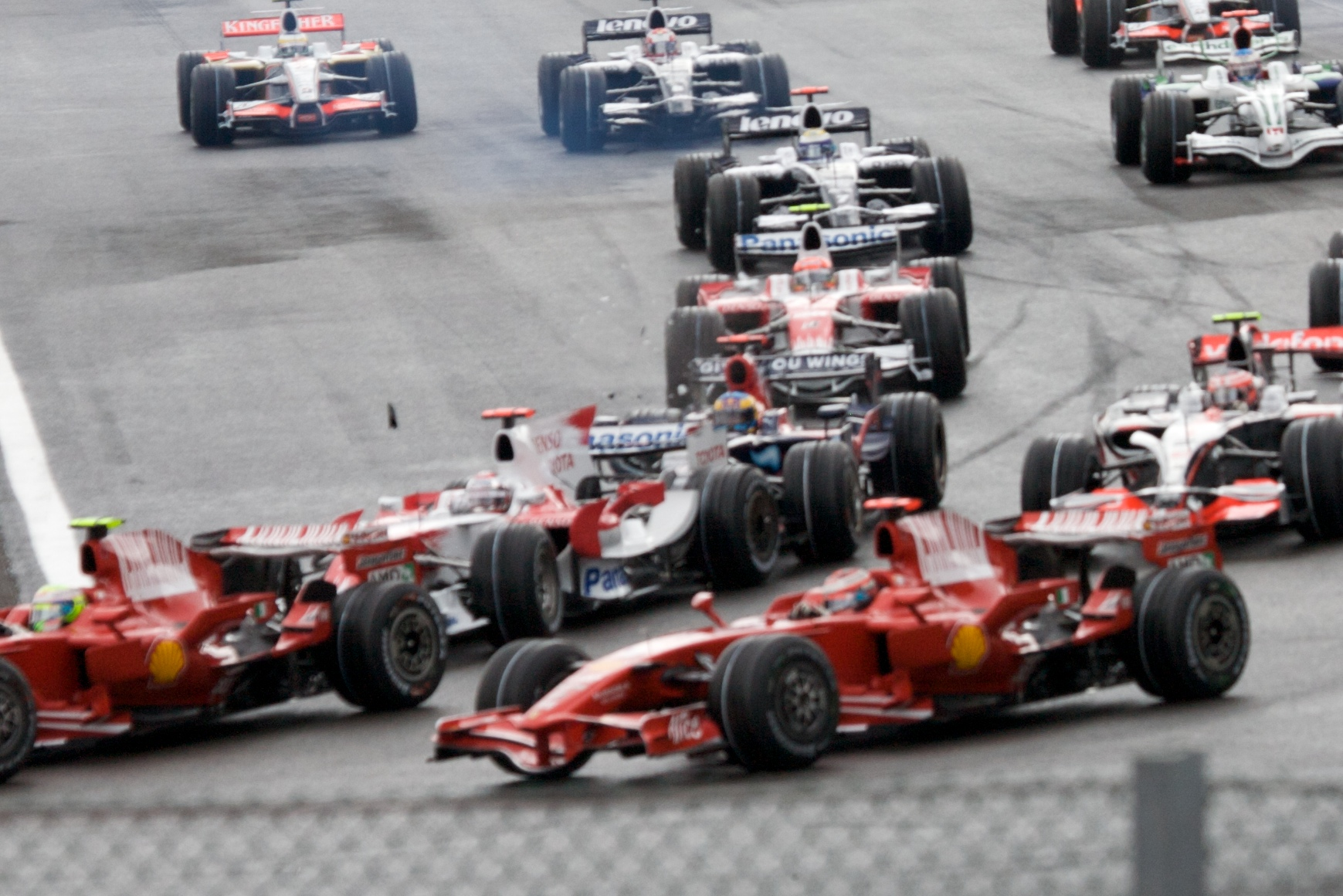
Зіткнення у перегонах Формула 1

Перего́ни (англ. race, пол. wyścigi, нім. rennen)  — змагання на швидкість відповідно до визначених критеріїв, які можливо виміряти в об'єктивний спосіб. Мета змагань — виконання певного завдання в найкоротший час. Зазвичай це подолання певної віддалі, але це може бути й виконання будь-якого іншого завдання на швидкість.
Біг на відстань є найстародавнішим видом перегонів, але перегони проводяться також і з залученням тварин (коней, верблюдів, слонів), транспортних засобів (велосипедів, автомобілів, мотоциклів, човнів, літаків та ін.) та інших штучних пристосувань (лижі, ковзани, ходулі та ін.)
Перегони можуть бути як безперервними (одноетапними) від старту до фінішу, так і такими, що складаються з декількох частин. Ці частини називаються в різних видах спорту по різному: забіг, заплив, етап, гіт, заїзд і т.ін. В залежності від мовних та спортивних традицій у різних країнах сегменти (частини) перегонів мають також різні назви. Зокрема, етап — це зазвичай складова секція тривалішого змагання або маршруту, в той же час гіт — це складова секція перегонів, яку учасники проходять декілька разів.

## Види перегонів
Класифікація видів перегонів є доволі умовною і включає такі основні види:

### Перегони з використанням виключно силим'язівлюдського тіла
- Біг
  - Плаский біг у легкій атлетиці
  - Біг з бар'єрами у легкій атлетиці

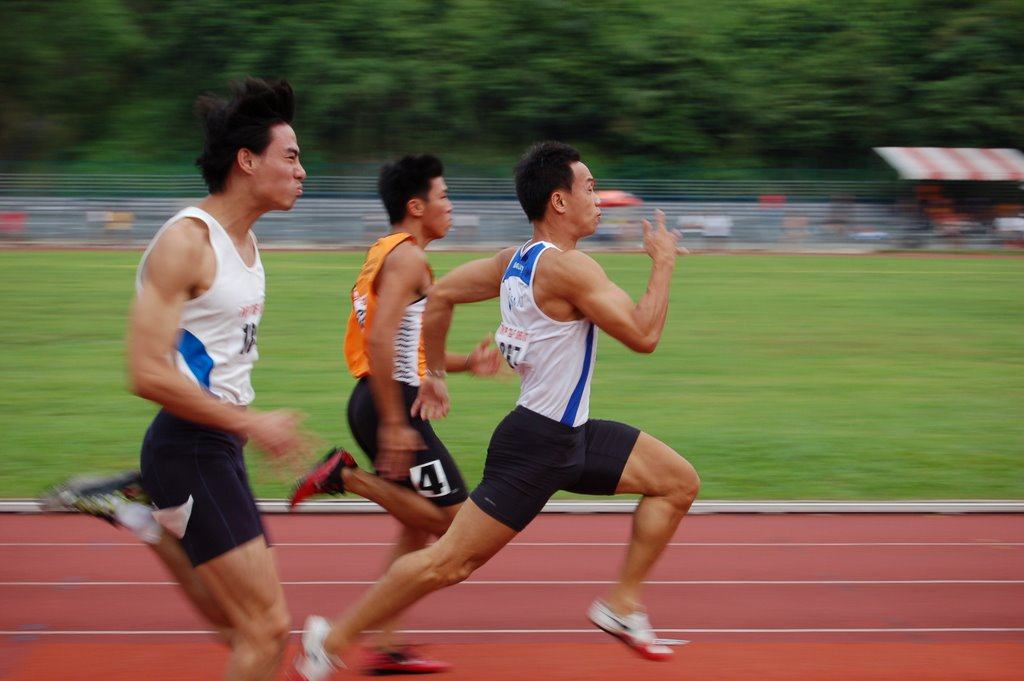
Легка атлетика. Біг

  - Біг з перешкодами (стіпль чез) у легкій атлетиці
  - Марафон
  - Ультрамарафон
  - Крос
- Спортивне орієнтування
- Спортивна радіопеленгація («Полювання на лис»)
- Спортивна ходьба
- Плавання

### Перегони з використанням сили м'язів людини та пристосувань

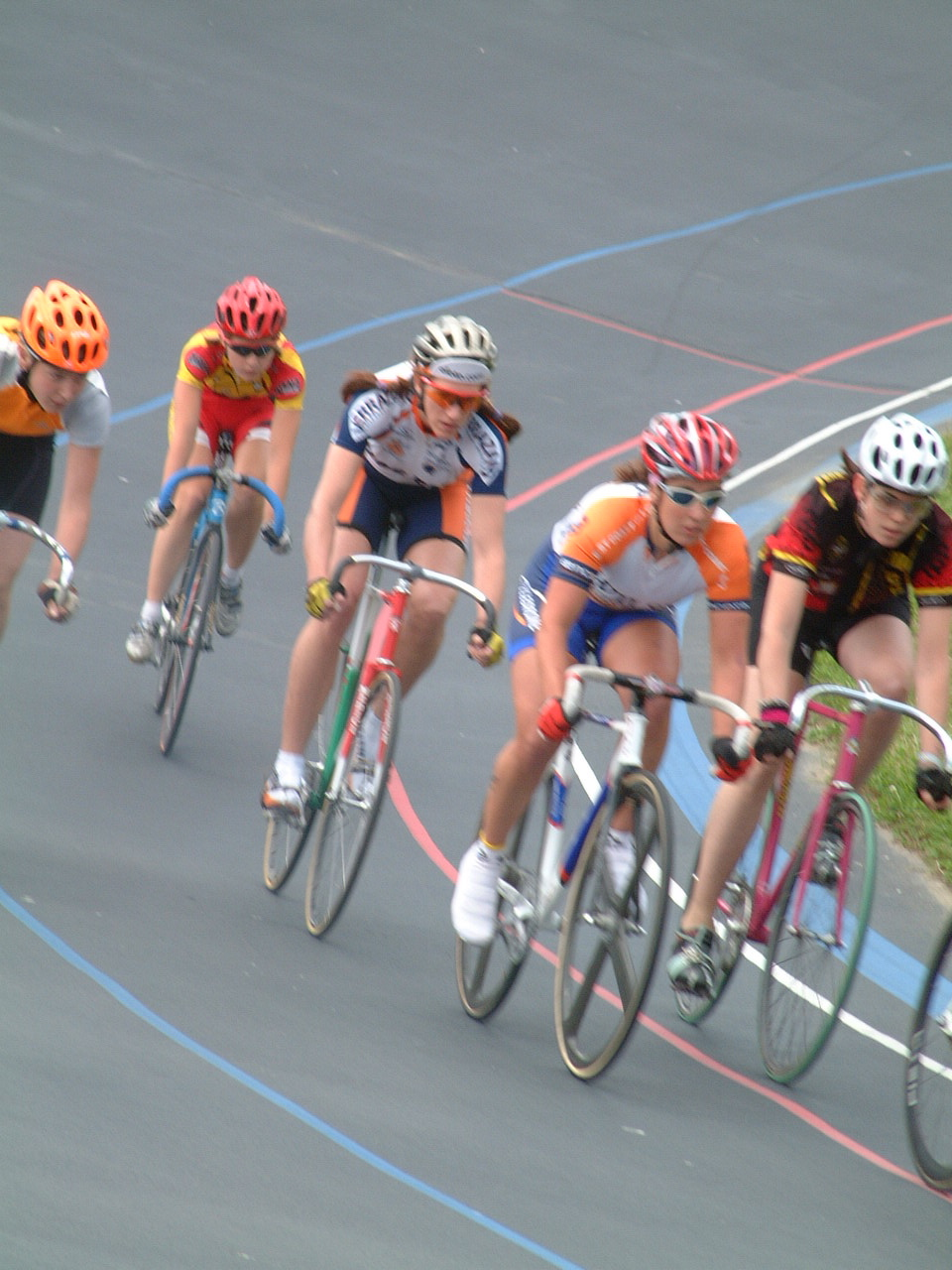
Трекові велоперегони

- Велосипедний спорт
  - Шосейні велоперегони
  - Трекові велоперегони
  - Велокрос
- Перегони на лижах
  - Лижні перегони
  - Біатлон
- Гірськолижний спорт
  - Слалом-гігант
  - Швидкісний спуск
  - Слалом
- Перегони на ковзанах
  - Класичні перегони на ковзанах
  - Шорт-трек

### Перегони з використанням тварин

Кінні перегони.

Сюди відносять, як перегони тварин під керуванням людини, яка іде на тварині верхи або у повозці, яку тягне тварина, так і перегони тварин без прямої участі людини (перегони верблюдів, собачі перегони, перегони тарганів та ін.)
- Кінні перегони
  - Біги
  - Конкур
  - Стипл-чейз
- Перегони на верблюдах
- Перегони на страусах
- Перегони на слонах
- Собачі біги
- Перегони равликів

### Перегони на човнах

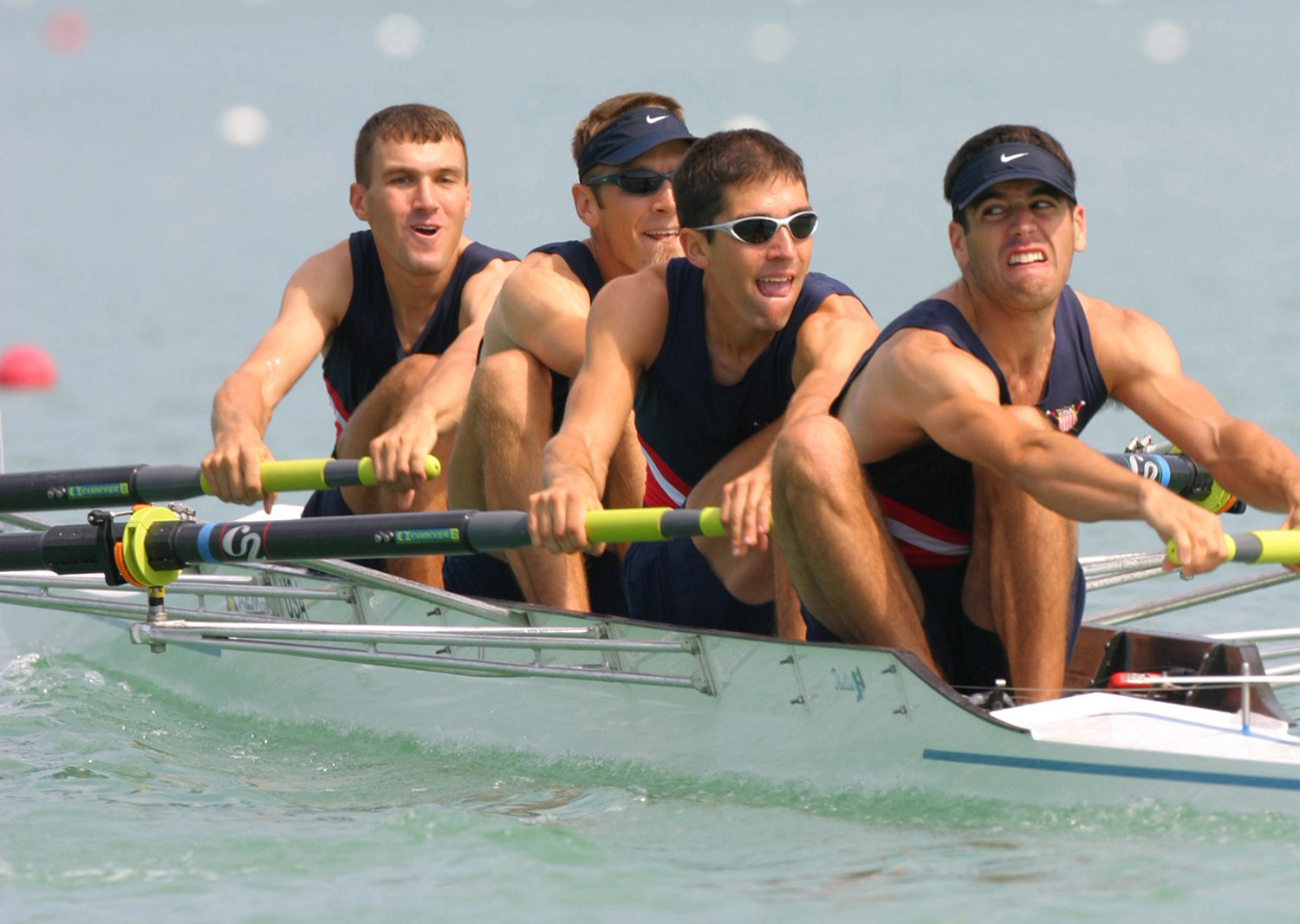
Академічне веслування

- Веслування
  - Академічне веслування
  - Веслування на байдарках (каяках)
  - Веслування на каное
- Вітрильний спорт
  - Перегони яхт
  - Віндсерфінг
- Водномоторний спорт
  - Перегони на моторних човнах
  - Драгрейсінґ на моторних човнах

### Перегони в моторних видах спорту

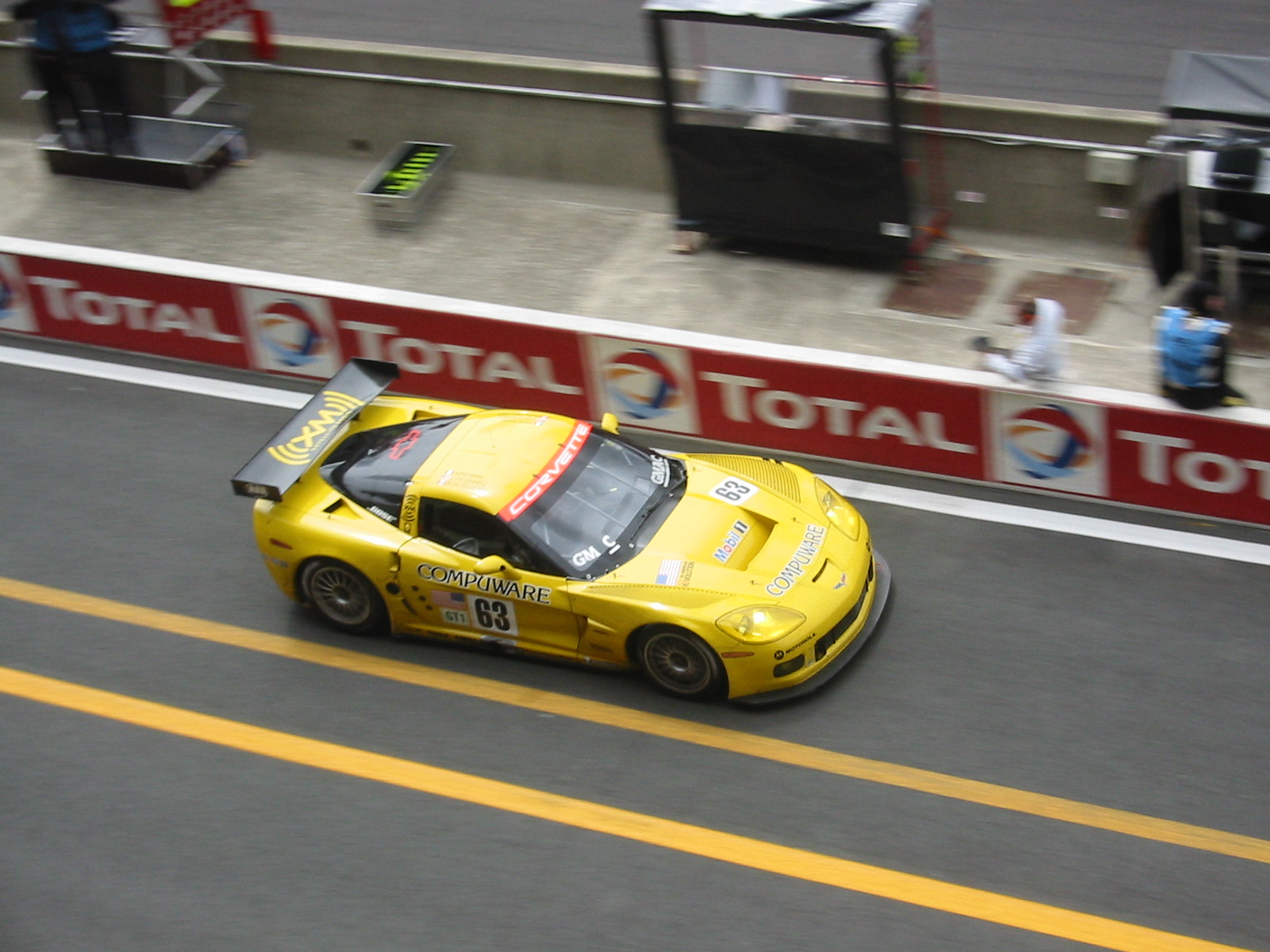
Автоперегони 24h Le Mans 2005

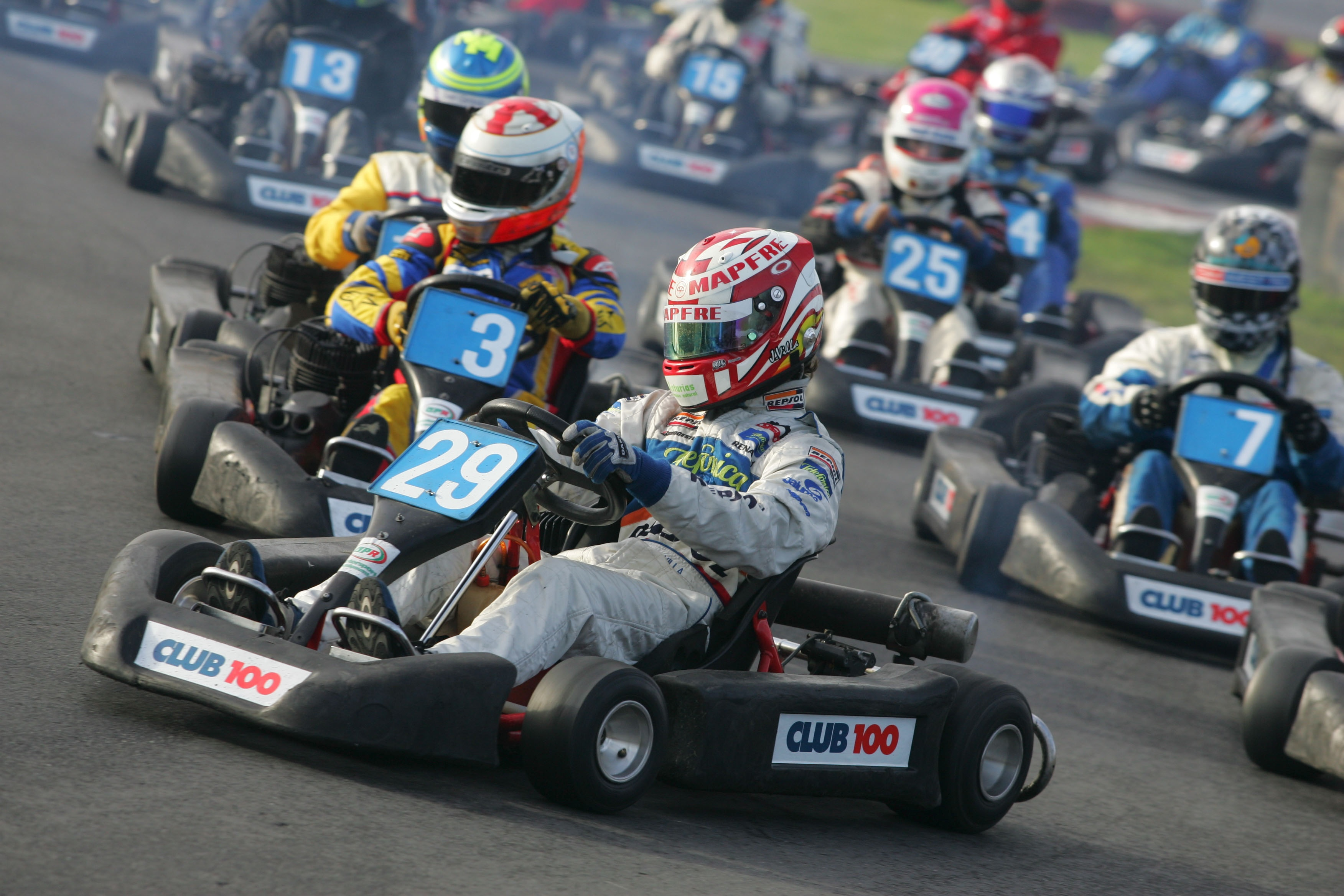
Картинґ. Перегони

- Автомобільні перегони
  - Кільцеві перегони
    - Формула 1
    - Турінґ
    - Автоперегони на льоду
    - Автокрос

  - Ралі
  - Ралі-рейди
- Картинг
- Мотоциклетні перегони
  - Шосейно-кільцеві мотоперегони
  - Мотокрос
  - Спідвей
  - Мотогонки на льоду

## Споруди і траси для перегонів
Найпопулярніші перегони зазвичай відбуваються на спеціально обладнаних ділянках або у спеціально збудованих спорудах, які обладнані трибунами для глядачів та мають інфраструктуру для забезпечення належних умов проведення перегонів та для їх учасників.
Такими спорудами є:
- Автодроми
- Велодроми або велотреки
- Іподроми
- Легкоатлетичні стадіони
- Басейни
- Льодові або ковзанярські стадіони
- Лижні стадіони або траси

Іноді для проведення перегонів використовуються відрізки публічних доріг або ж вулиці міст. Для водних перегонів використовуються ділянки річок та акваторій озер, заток або морів. Часто для кросових видів перегонів використовують просто ділянку пересіченої місцевості з тимчасовою розміткою траси та контрольними пунктами.